# Future GPX Cyber Formula
 (juillet 2018).
Si vous disposez d'ouvrages ou d'articles de référence ou si vous connaissez des sites web de qualité traitant du thème abordé ici, merci de compléter l'article en donnant les références utiles à sa vérifiabilité et en les liant à la section « Notes et références ».
Future GPX Cyber Formula (新世紀GPXサイバーフォーミュラ, Shinseiki GPX Cyber Formula, litt. Grand Prix de Cyber Formule du nouveau siècle) est une série télévisée d'anime produit par Sunrise en 37 épisodes. Elle a initialement été diffusée au Japon entre le 15 mars et le 20 décembre 1991. Cette série a été suivie par 5 OAV dont la dernière en 2000, ce qui en fait l'une des plus longues séries qui ne soit pas tirée d'un manga ou d'un roman.
Dirigée par by Mitsuo Fukuda (Gundam Seed), Cyber Formula est une histoire sur des Formules 1 dans le futur, avec des véhicules équipés d'ordinateur de bord appelés 'Cyber Systems'. C'est l'une des séries animées sur la compétition automobile les plus célèbres au Japon, Il en est tiré un grand nombre d'OAV, drama CD et jeux vidéo.

## Anime
La série a été lancée à la suite du succès grandissant de la Formule 1 au Japon. Au début 50 épisodes étaient prévus, mais à la suite de faibles ventes des jouets dérivés et à une baisse d'audience, ce chiffre fut réduit à 37. Ces épisodes ont été diffusés au Japon entre le 15 mars et le 20 décembre 1991.
Cependant, la série avait fait beaucoup de fans, et reçut le prix Animage en 1991. Aussi des suites furent réalisées sous forme d'OAV.

## OAV
Il y a 5 OAV qui suivent la série
Future GPX Cyber Formula 11 (新世紀ＧＰＸサイバーフォーミュラ１１, Shinseki-GPX Cyber Formula Double One)

(11 pour la 11e saison de Cyber formule, mais aussi pour l'espoir d'Hayato d'avoir 2 titres successifs d'où la prononciation du 11 en "Double One")
1992 - 1993, 6 épisodes. La suite de la série télévisée. Hayato Kazami courre pour le 11e championnat en 2016 pour défendre son titre. Ce sera compliqué car Super Asurada, sa voiture n'est plus au niveau des engins concurrents. De plus, le Chevalier Schmacher est de retour pour défier Hayato. Dans cette série Super Asurada est améliorée et renommée Super Asurada Double One.
Future GPX Cyber Formula ZERO (新世紀ＧＰＸサイバーフォーミュラＺＥＲＯ, Shinseki-GPX Cyber Formula Zero)

1994 - 1995, 8 épisodes. Hayato continue sa carrière de pilote pour le 12e championnat en 2017. Mais un sévère accident causé par la "Zone Zéro", le fait changer d'avis sur sa carrière et se retirer de la compétition. Il fait sa demande en mariage à Asuka et lui promet de ne plus jamais courir. Cependant, Hayato a envie de retourner à la compétition et de sortir de sa retraite pour participer au 13e championnat en 2018. Il doit alors faire face à la colère d'Asuka et apprendre à maîtriser la "Zone Zéro" pour défier les autres avec leur nouveaux véhicules.
Future GPX Cyber Formula - Early Days Renewal (新世紀ＧＰＸサイバーフォーミュラＥＡＲＬＹＤＡＹＳ ＲＥＮＥＷＡL, Shinseki-GPX Cyber Formula EARLYDAYS RENEWAL)

1996, 2 épisodes.
Future GPX Cyber Formula Saga (新世紀ＧＰＸサイバーフォーミュラＳＡＧＡ, Shinseki-GPX Cyber Formula Saga)

1996 - 1997, 8 épisodes. Un retour décevant pousse Hayato à remplacer sa voiture par la Sugo Garland SF-03 pour le 15e championnat en 2020. Chez Aoi Zip Formula arrive un nouveau président : Kyoshiro Nagumo qui fera pour Phil Fritz une machine quasiment imbattable, ce qui causera un grand trouble dans le monde de la Cyber Formule. Hayato change de voiture pour la Super Asurada AKF-0 avec laquelle il dominera la compétition.
Future GPX Cyber Formula Sin (新世紀ＧＰＸサイバーフォーミュラＳＩＮ, Shinseki-GPX Cyber Formula Sin)

1998 - 2000, 5 épisodes. Hayato contre Kaga en 2022. Grâce à Nagumo, Kaga obtient un véhicule surpuissant et parvient à battre Hayato. Un vidéo bonus de fin est inclus dans une édition DVD, offrant un aperçu du futur pour 2023. C'est actuellement considéré comme la fin officielle de la série (sans compter les éléments issus des jeux vidéo et CD dramas).

## Personnages principaux
| Pilotes                        |  |                                                         |  |
| Hayato Kazami                  |  | Junichi Kanemaru                                        |  |
| Naoki Shinjyo                  |  | Hikaru Midorikawa                                       |  |
| Karl Richter von Randoll       |  | Youko Matsuoka                                          |  |
| Bleed Kaga / Jōtarō Kaga       |  | Toshihiko Seki                                          |  |
| Osamu Sugō / Knight Schumacher |  | Show Hayami                                             |  |
| Jackie Gudelhian               |  | Bin Shimada                                             |  |
| Franz Heinel                   |  | Ryōtarō Okiayu                                          |  |
| Edelhi Bootsvorz               |  | Naoki Tatsuta                                           |  |
| Pitalia Lope                   |  | Tomomichi Nishimura                                     |  |
| Henri Claytor                  |  | Hiro Yūki                                               |  |
| Phill Fritz                    |  | Atsushi Kisaichi                                        |  |
| Leon Earnhardt                 |  | Nobutoshi Hayashi                                       |  |
| Johji Ohtomo                   |  | Kousuke Tomita                                          |  |
| Akira Hiyoshi                  |  | Bin Shimada                                             |  |
| Marie Arbert Luisa             |  | Masako Katsuki * voice only for CD drama and videogames |  |
| Seiichirō Shiba                |  | Akira Ishida * voice only for videogames                |  |
|                                |  |                                                         |  |
| Autres                         |  |                                                         |  |
| Asurada                        |  | Kenichi Ono                                             |  |
| Asuka Sugō                     |  | Kotono Mitsuishi                                        |  |
| Tetsuichirou Kurumada          |  | Shōzō Iizuka                                            |  |
| Miki Jounouchi                 |  | Shinobu Adachi                                          |  |
| Ryōhei Sumi                    |  | Shinya Matsuda (TV-ZERO), Naoki Tatsuta (SAGA-SIN)      |  |
| Shinsuke Maki                  |  | Taku Takemura                                           |  |
| Clair Fortran                  |  | Yumi Touma                                              |  |
| Megumi Shinohara               |  | Mifuyu Hiiragi                                          |  |
| Satsuki Nanase                 |  | Yuri Amano                                              |  |
| Daisuke Amagi                  |  | Kazuya Ichijō                                           |  |
| Kyōko Aoi                      |  | Yuri Amano                                              |  |
| Kyōshirō Nagumo                |  | Shūichi Ikeda                                           |  |
| Makoto Katagiri                |  | Nobutoshi Hayashi                                       |  |
| Gray Steinbeck                 |  | Takeshi Watabe                                          |  |
| George Grayson                 |  | Motomu Kiyokawa                                         |  |
| Smith                          |  | Masato Hirano                                           |  |
| Checker Sugimoto               |  | Kōzō Shioya                                             |  |
| Jun Nakazawa                   |  | Motomu Kiyokawa                                         |  |
| Dave Lombard                   |  | Kiyomitsu Mizuuchi                                      |  |
| Aya Stanford                   |  | Aya Hisakawa                                            |  |
| Lisa Heinel                    |  | Akemi Okamura *voice only for CD drama and videogames   |  |
| Rena Yuuki                     |  | Ayako Kawasumi *voice only for videogames               |  |
| Buihachi (V8)                  |  | Junichi Kanemaru                                        |  |

## Cyber Formules
| Nom                         | Année     | Écurie                         |
| Sugo                        | Sugo      | Sugo                           |
| --------------------------- | --------- | ------------------------------ |
| Asurada GSX                 | 2015      | Sugo Asurada                   |
| Super Asurada 01            | 2015–2016 | Sugo Asurada                   |
| Super Asurada AKF-11        | 2016–2019 | Sugo Asurada, Sugo Winners     |
| Garland SF-01               | 2018      | Sugo Grand Prix                |
| Garland SF-02               | 2019      | Sugo Grand Prix                |
| Garland SF-03               | 2020–2021 | Sugo Grand Prix                |
| ν-Asurada AKF-0             | 2020–2021 | Sugo Grand Prix                |
| AKF-0/1B Nemesis            | 2020      | Sugo Winners                   |
| ν-Asurada AKF-0/G           | 2022–2023 | Sugo GIO Grand Prix            |
| Garland SF-03/G             | 2022–     | Sugo GIO Grand Prix            |
| ν-Asurada II AKF-0/G II     | 2023–     | Sugo GIO Grand Prix            |
| Aoi                         |           |                                |
| Superion GT                 | 2015      | Aoi Formula                    |
| Fire Superion G.T.R         | 2015      | Aoi Formula                    |
| Stealth Jaguar Z-7          | 2015–2016 | Aoi ZIP Formula                |
| Fire Superion GTO-15B       | 2016      | Aoi Formula                    |
| Ex-Superion Z/A-8           | 2016–2019 | Aoi Formula, Aoi ZIP Formula   |
| Al-Zard NP-1                | 2020      | Aoi ZIP Formula                |
| Ex-Superion Z/A-10          | 2022      | Aoi ZIP Formula                |
| Ogre AN-21                  | 2022      | Aoi ZIP Formula                |
| Al-Zard NP-2                | 2023      | Aoi ZIP Formula                |
| Ex-Zard Z/A-11              | 2023–     | Aoi ZIP Formula                |
| Union Saviour               |           |                                |
| Knight Saber 005            | 2015      | Union Sabre                    |
| Issuxark 007                | 2015      | Union Sabre                    |
| Issuxark 008                | 2016–2017 | Union Sabre                    |
| Knight Saber 006R           | 2017      | Union Sabre                    |
| Issuxark 00-X1              | 2018–2019 | Union Sabre                    |
| Issuxark 00-X3              | 2020      | Union Sabre                    |
| Issuxark 00-X3/II           | 2020–     | Union Sabre                    |
| Sturobrahms                 |           |                                |
| Stil HG-161                 | 2016      | Sturozech Project              |
| Stil HG-162                 | 2017–2018 | Sturozech Project, Stormzender |
| Stil HG-164                 | 2018–2019 | Sturozech Project, Stormzender |
| Stil HG-165                 | 2019–2021 | Sturozech Project, Stormzender |
| Spiegel HP-022              | 2022–     | Stormzender                    |
| Missing Link                |           |                                |
| Missioner VR-4              | 2015      | Missing Link                   |
| Neo Missioner VR-40         | 2015      | Missing Link                   |
| Missioner VR-50/1           | 2016      | Missing Link                   |
| Strat Missioner MS-1        | 2017–2019 | Missing Link                   |
| Strat Missioner MS-3/B      | 2020–     | Missing Link                   |
| A·G·S (Aurum General Staff) |           |                                |
| El Condor B-15              | 2015      | A.G.S                          |
| El Condor B-16A             | 2016      | A.G.S                          |
| El Condor B-17              | 2017–2018 | A.G.S                          |
| El Condor B-19              | 2019–     | A.G.S                          |
| S·G·M (Silent German Mind)  |           |                                |
| Silent Screamer β           | 2015      | S.G.M                          |
| Silent Screamer β/2         | 2016      | S.G.M                          |
| Silent Screamer γ-2         | 2020–     | S.G.M                          |
| K·A·M Stampede              |           |                                |
| Stampede RS                 | 2015      | Star Stampede                  |
| Star Saber RS               | 2016–2019 | Star Stampede                  |
| Stampede J-1001             | 2020–     | KAM Stampede                   |
| Albatross                   |           |                                |
| Albatrander 602             | 2015      | Albatross DDT                  |
| Albatrander 603             | 2016–2019 | Albatross DDT                  |
| Theodolite                  |           |                                |
| Corundum 50P                | 2016–2017 | Theodolite T.T                 |
| KOH-I-NOOR Formula          |           |                                |
| Counterarrow T.O.S          | 2015      | Kohinoor Formula               |
| Counterarrow T.O.S.R        | 2016–2019 | Kohinoor Formula               |
| Counterarrow T.O.S.X-R      | 2020–     | Kohinoor Formula               |

## Divers
- Le nom de « Chevalier Schumacher » est en référence à Michael Schumacher qui gagna le championnat de Formule 3 allemande en 1990. Ce nom a été choisi car il semblait convenir pour un pilote rapide. Le staff fut assez surpris d'apprendre que Michael Schumacher débutait en Formule 1 l'année de la sortie de l'anime en 1991. À la suite de cela, Schumacher porta les couleurs de l'équipe Benetton Formula dans l'épisode final de la série TV. De même, comme son homologue réel, il aura recours à des tactiques et procédés discutables.
- Le code AKF souvent utilisé pour les modèles de la Super Asurada provienne des initiales des Asurada (voiture), Kazami (designer d'origine, Hiroyuki Kazami ou pilote, Hayato Kazami), Fortran (designer). Dans l'OAV "Sin", il y a aussi un G pour le motoriste Gio.

## Staff
| Créateur original                  |  | Hajime Yatate                                                                                                  |  |
| Directeur                          |  | Mitsuo Fukuda                                                                                                  |  |
| Scénariste(Série)                  |  | Hiroyuki Hoshiyama (TV)                                                                                        |  |
| Scénariste                         |  | TV - ZERO: Hiroyuki Hoshiyama, Michiru Shimada, Tsunehisa Ito, Mitsuo Fukuda, etc. SAGA - SIN: Chiaki Morosawa |  |
| Création du design des personnages |  | Mutsumi Inomata (Toutes séries)                                                                                |  |
| Création des personnages           |  | Takahiro Yoshimatsu (TV - ZERO) Hirokazu Hisayuki (SAGA - SIN, jeux vidéo)                                     |  |
| Design des véhicules               |  | Shōji Kawamori                                                                                                 |  |
| Directeur Artistique en mécanique  |  | Satoshi Shigeta (SIN)                                                                                          |  |
| Musique                            |  | Kō Ōtani (TV - ZERO), Mari Konishi (11) Toshihiko Sahashi (SAGA - SIN)                                         |  |

## Jeux vidéo
- Shinseiki GPX Cyber Formula
  - Game Boy, Barie
Sortie : 28 février 1992
Noté 18/40 dans le magazine Famitsu[1]
- Cyber Spin (Shinseiki GPX Cyber Formula)
  - Super Famicom, Takara
Sortie : 19 mars, 1992
- Shinseiki GPX Cyber Formula: A New Challenger (新たなる挑戦者 Aratanaru Chousensha)
  - PlayStation, VAP
Sortie : 18 mars 1999
- Shinseiki GPX Cyber Formula: Road to the Infinity
  - PlayStation 2, Sunrise Interactive
Sortie : 18 décembre 2003
- Shinseiki GPX Cyber Formula: Road to the Evolution
  - Nintendo GameCube, Sunrise Interactive
Sortie : 29 juillet 2004
- Shinseiki GPX Cyber Formula: Road to the Infinity 2
  - PlayStation 2, Sunrise Interactive
Sortie : 4 août 2005
- Shinseiki GPX Cyber Formula: Road to the Infinity 3
  - PlayStation 2, Sunrise Interactive
Sortie : 26 octobre 2006
- Shinseiki GPX Cyber Formula: Road to the Infinity 4
  - PlayStation 2, Sunrise Interactive
Sortie : 4 octobre 2007
- Shinseiki GPX Cyber Formula VS
  - PlayStation Portable, Sunrise Interactive
Sortie : 10 juillet 2008